# Ocoelophora festa
Ocoelophora festa är en fjärilsart som beskrevs av Max Joseph Bastelberger 1911. Ocoelophora festa ingår i släktet Ocoelophora och familjen mätare. Inga underarter finns listade i Catalogue of Life.